# Petar Dobrović
Petar Dobrović (în sârbă Петар Добровић; n. 14 ianuarie 1890, Pécs, Ungaria – d. 27 ianuarie 1942, Belgrad, Teritoriul Comandantului Militar în Serbia) a fost un pictor și politician sârb.

## Biografie
Dobrović s-a născut la Pécs, Regatul Ungariei. Promotor al colorismului sârbesc, el a devenit cunoscut pentru portrete și peisaje. A lucrat anterior în stiluri precum impresionismul și cubismul.
În urma Conferinței de Pace de la Paris, regiunea istorică Baranja a fost cedată Ungariei. La 14 august 1921, în fața unei adunări naționale de 15-20 de mii de persoane, artistul Petar Dobrović a propus crearea unei republici independente, care să includă regiunea Baranja și teritorii învecinate. A devenit președintele Republicii Sârbo-Ungare Baranya-Baja⁠(d). Regimul republicii a fost socialist, însă a fost declarat a fi o democrație largă, nu o dictatură a proletariatului, fiind susținut atât de emigrația comunistă, cât și de cea liberală (precum Oscar Jasi). Cu toate acestea, republicii nu i s-a acordat niciodată recunoașterea internațională. Imediat după retragerea armatei sârbe, armata ungară a intrat în teritoriu și republica a încetat să existe doar 8 zile după proclamarea sa.
Ulterior, a trăit în Regatul Iugoslaviei. A fost profesor la Academia de Arte Frumoase din Belgrad. A decedat în timpul celui de-al Doilea Război Mondial, în perioada ocupației germane a Serbiei⁠(d), fiind înmormântat în Cimitirul Nou din Belgrad⁠(d).

## Creativitate
În prima etapă a carierei sale, Petar Dobrović a fost adept al impresionismului și cubismului. Din 1924, a fost prieten cu artistul modernist Ignjat Job.
Petar Dobrović a fost un renumit reprezentant al stilului coloristic al expresionismului în arta picturală din Iugoslavia anilor 1930, cunoscut pentru portrete și peisaje.

## Expoziții
Individuale
- 1912 Locațiile Societății Femeilor, Pécs
- 1919 Salonul "Ulrich", Zagreb, Primăria, Novi Sad
- 1920 Druga beogradska gimnazija, Belgrad
- 1921 Sala Stanković, Belgrad
- 1924 Salonul Manes, Praga
- 1925 Salonul Galic, Split
- 1927 Clădirea Bursei, Novi Sad
- 1928 Marele Salon al Comitatului, Sombor, Societatea pentru Avansarea Științei și Artei, Sala Casinoului Național, Osijek, Pavilionul de Artă, Zagreb
- 1929 Salonul de Artă Šira, Zagreb, Sala de Ceremonii a Liceului de Muzică din Novi Sad, Novi Sad
- 1930 Pavilionul de Artă, Belgrad
- 1931 Pulhri Studio, Praga, Kunstring, Rotterdam, Kunstzalen A. Mak, Amsterdam
- 1932 Institutul Denisuv, Praga
- 1933 Clubul Francez, Belgrad
- 1934 Salonul Ulrich, Zagreb. Clubul Francez, Belgrad
- 1936 Clubul Francez, Belgrad
- 1937 Sala Matica Srpska, Novi Sad
- 1940 Pavilionul de Artă, Belgrad

Postum
- 1955 Pavilionul de Artă „Cvijeta Zuzorić”, Belgrad
- 1974 Muzeul de Artă Contemporană, retrospectivă, Belgrad, Galeria "Petar Dobrović", Belgrad, Galeria Modernă, Ljubljana
- 1981 Galeria Facultății de Arte Frumoase, Belgrad
- 1983 Galeria Petar Dobrović, Belgrad
- 1985 Galeria de Arte Frumoase, Belgrad
- 1990 Spațiu muzeal, retrospectivă, Zagreb, Galeria Matica Srpska, Novi Sad, Muzeul Național, Belgrad, Muzeul Janus Panonius, Pécs
- 1999 Galeria Petar Dobrović, Belgrad, Galeria Matica Srpska, Novi Sad
- 2001 Galeria Petar Dobrović, Belgrad

## Galerie

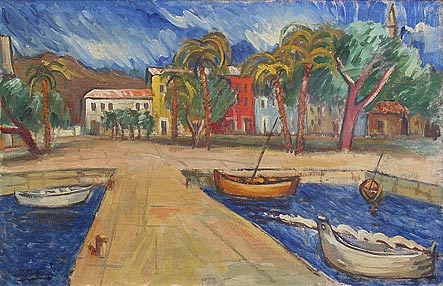
Mlini na jugu (1936)
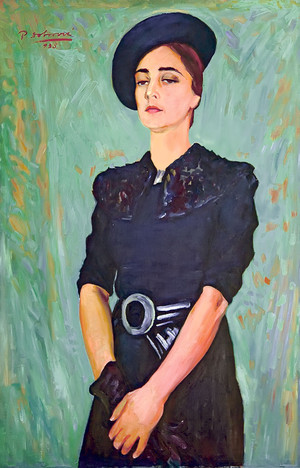
Portretul doamnei Olga Dobrović (1938)
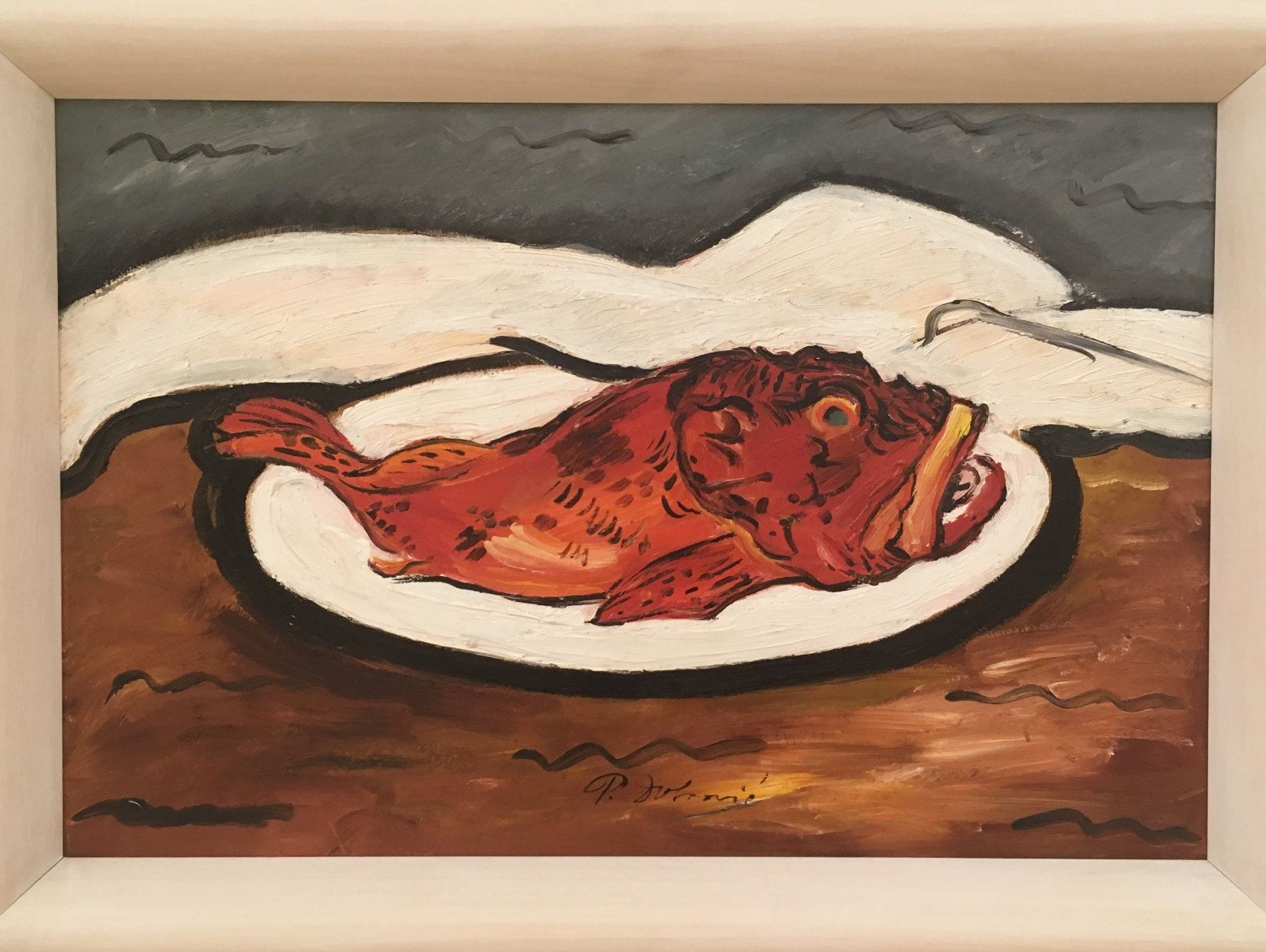
Škarpina (1928), Galeria de Arte Frumoase, Split
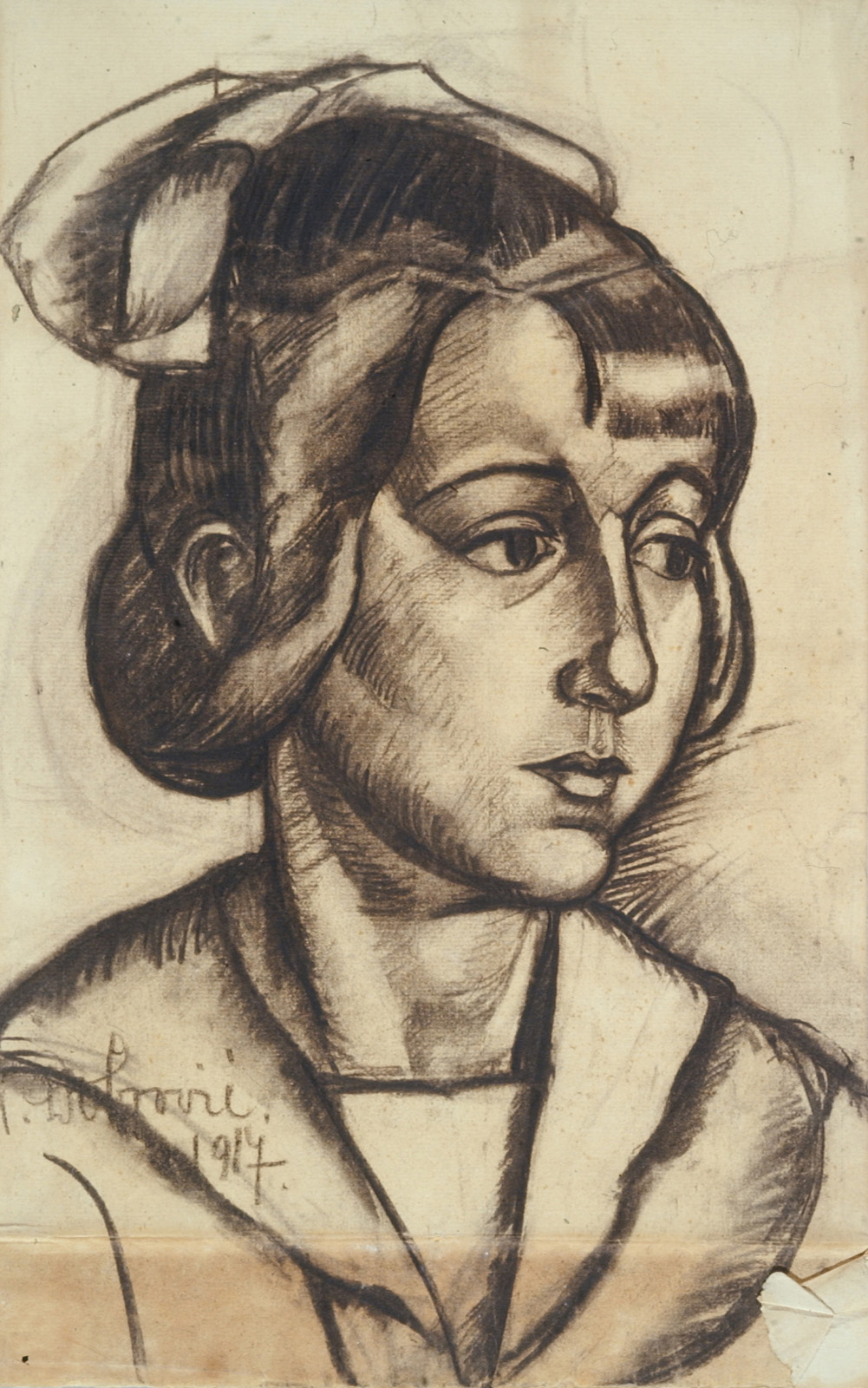
Cap de fată (1917), Galeria Națională a Sloveniei
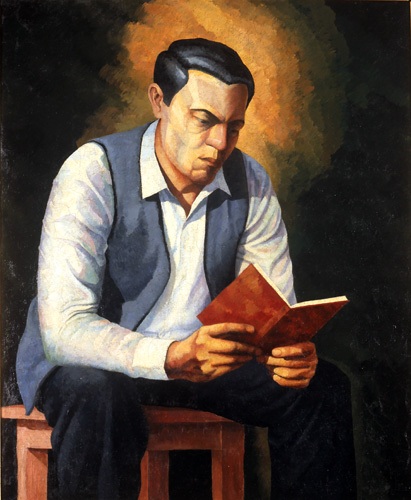
Tânărul (autoportret) cu o carte, 1914
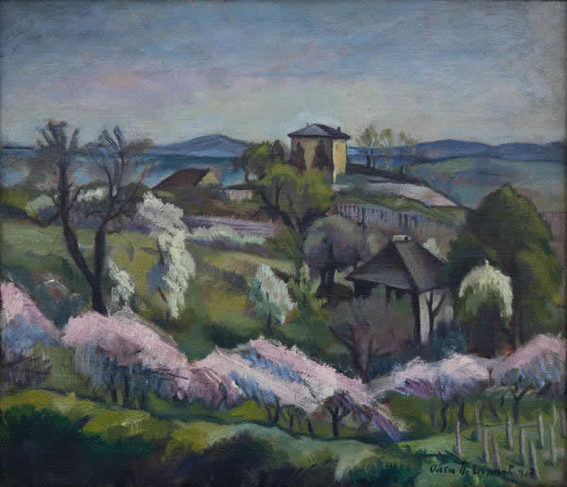
Piersici în floare, 1917
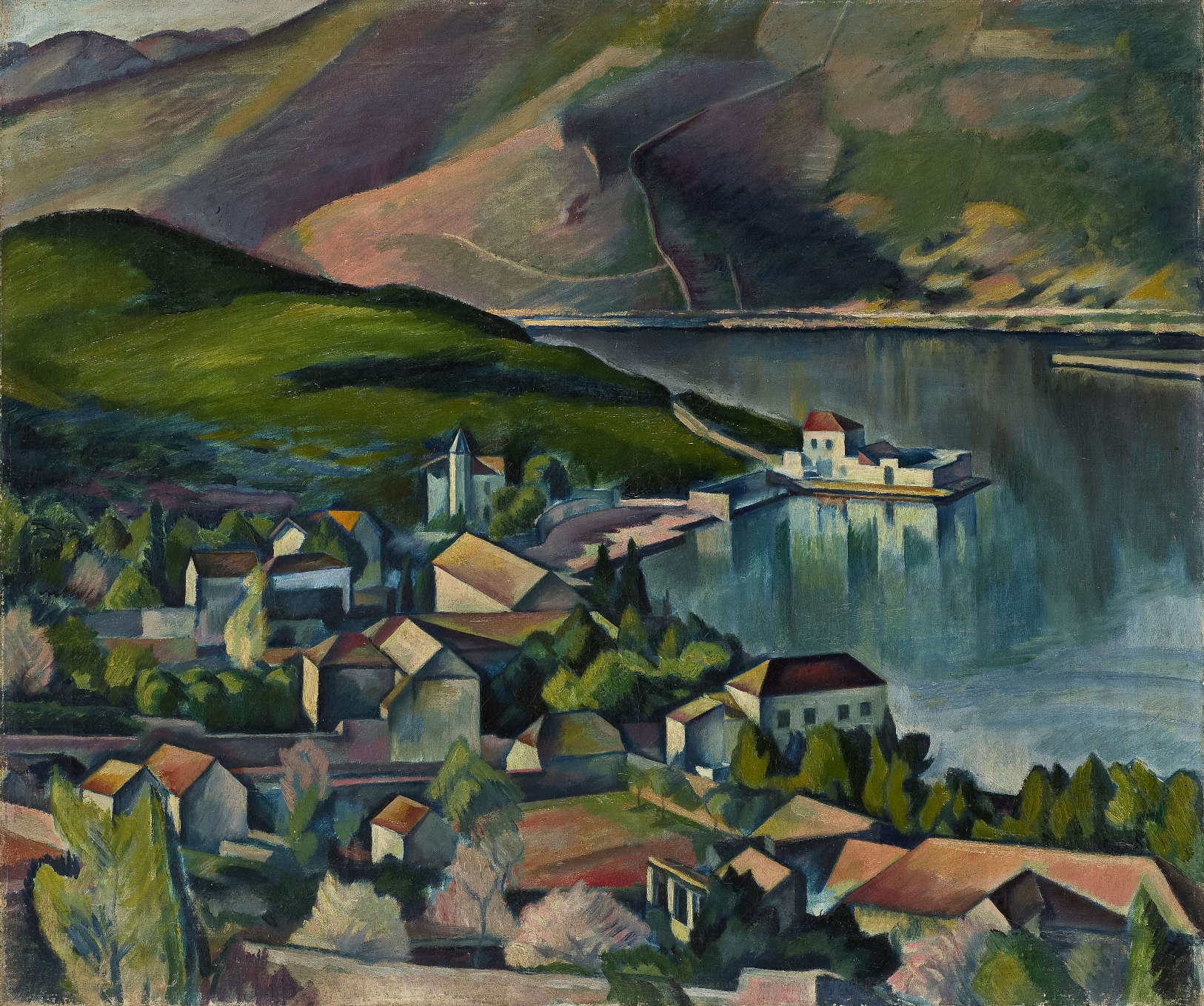
Peisaj adriatic, 1919-1920
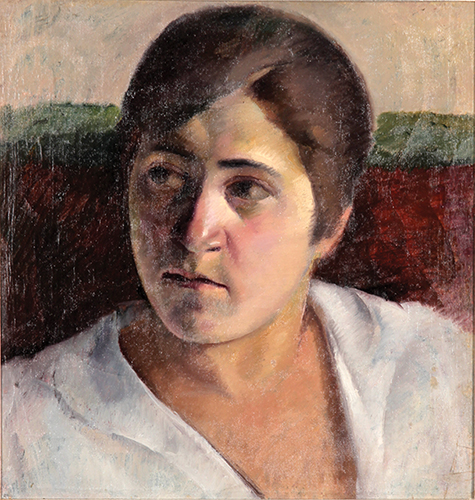
Portret de fată, 1920
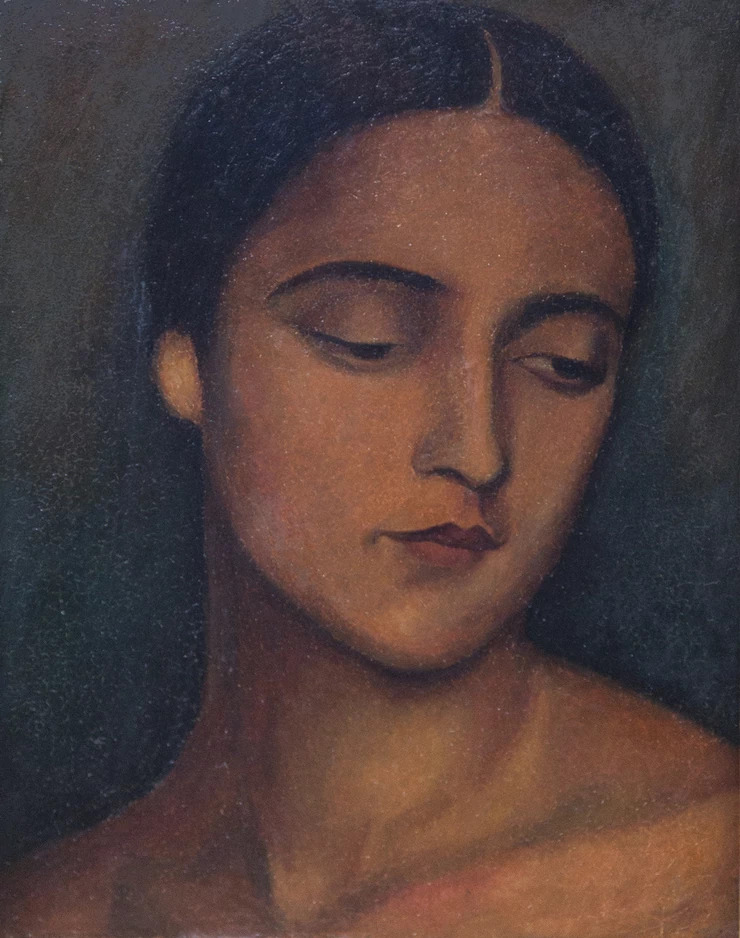
Capul (portretul soției pictorului), 1925
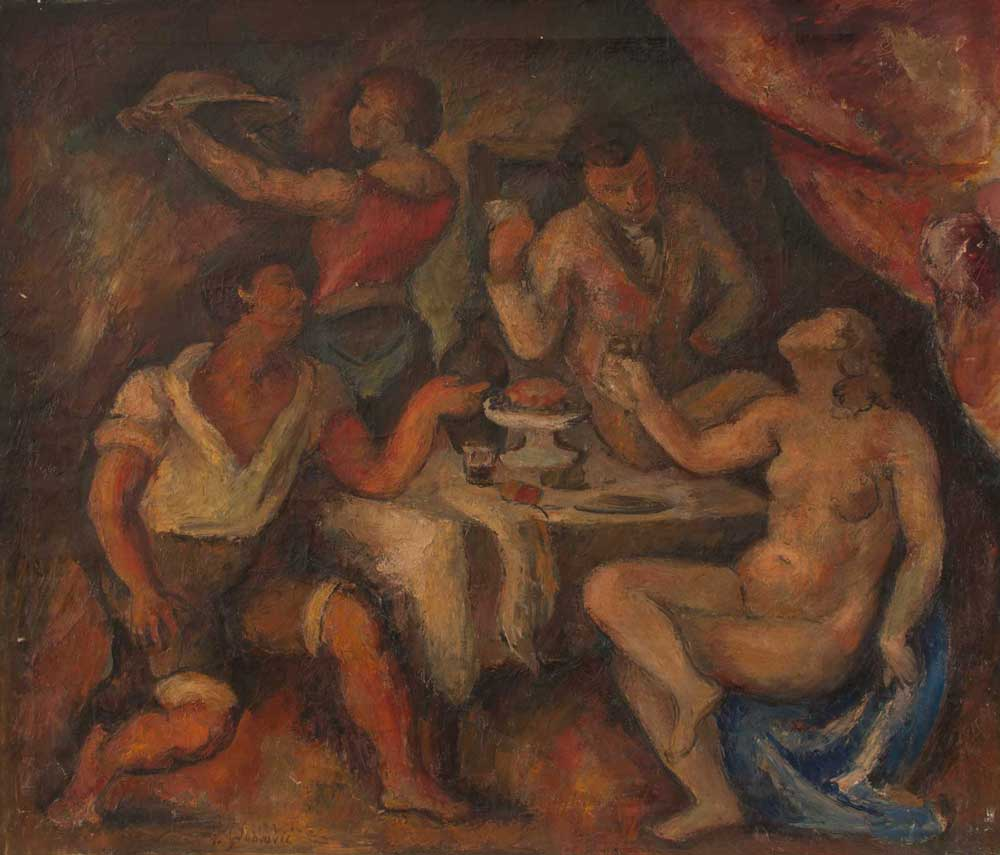
Boemi, 1927
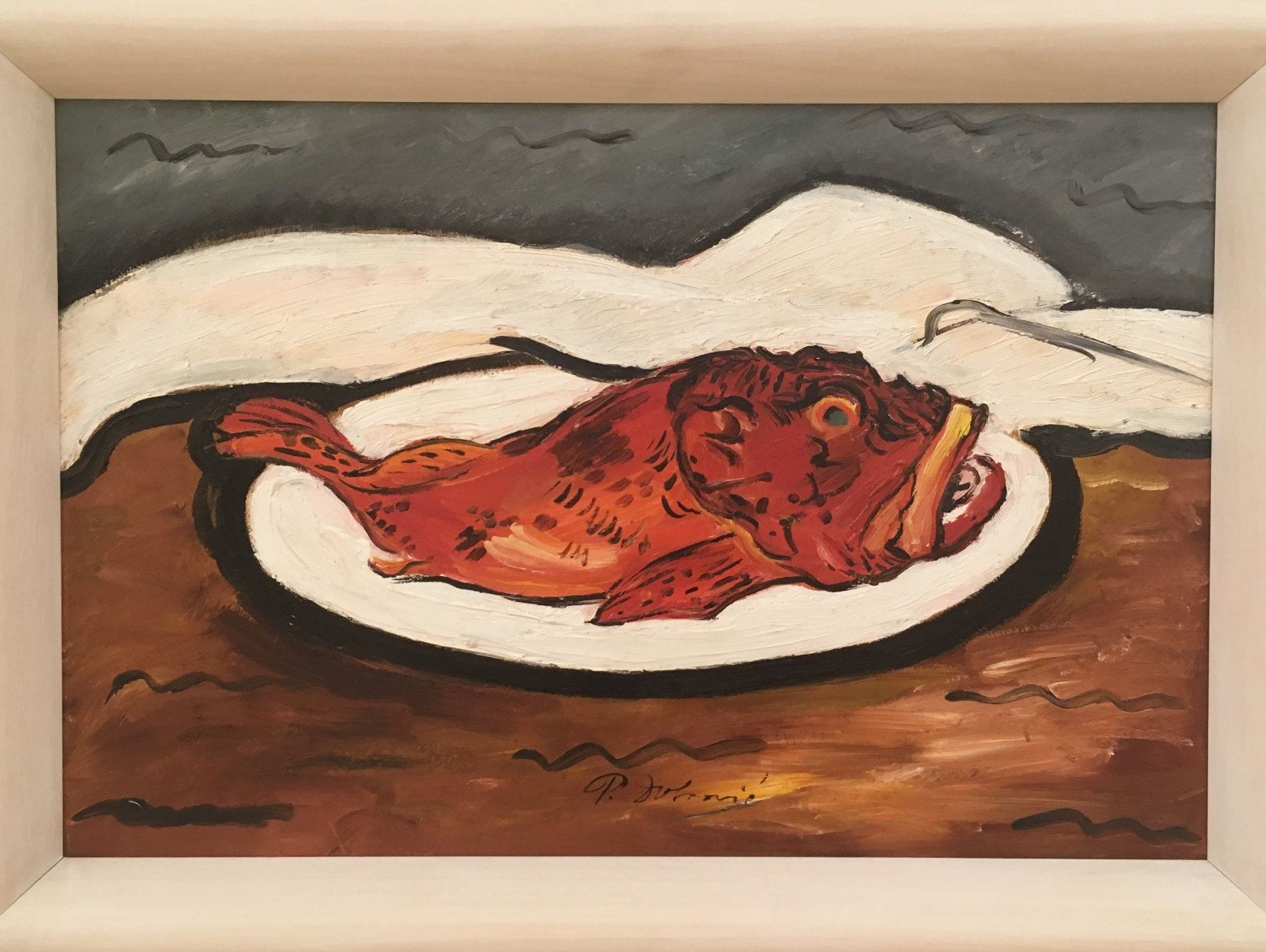
Șkarpina, 1928
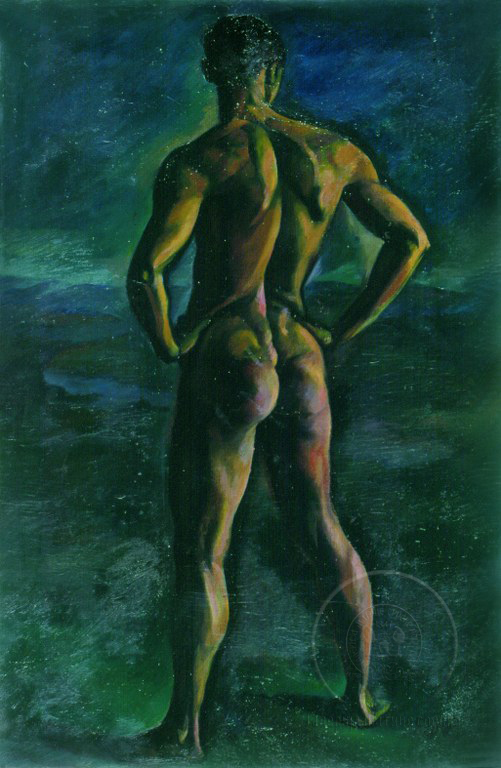
Tânăr în peisaj de seară, 1928
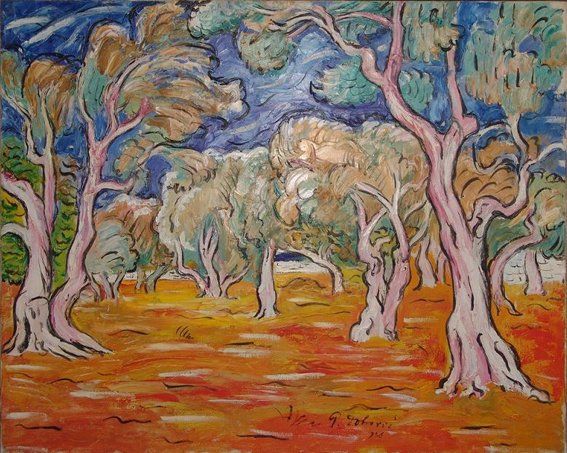
Marele măslin, 1928
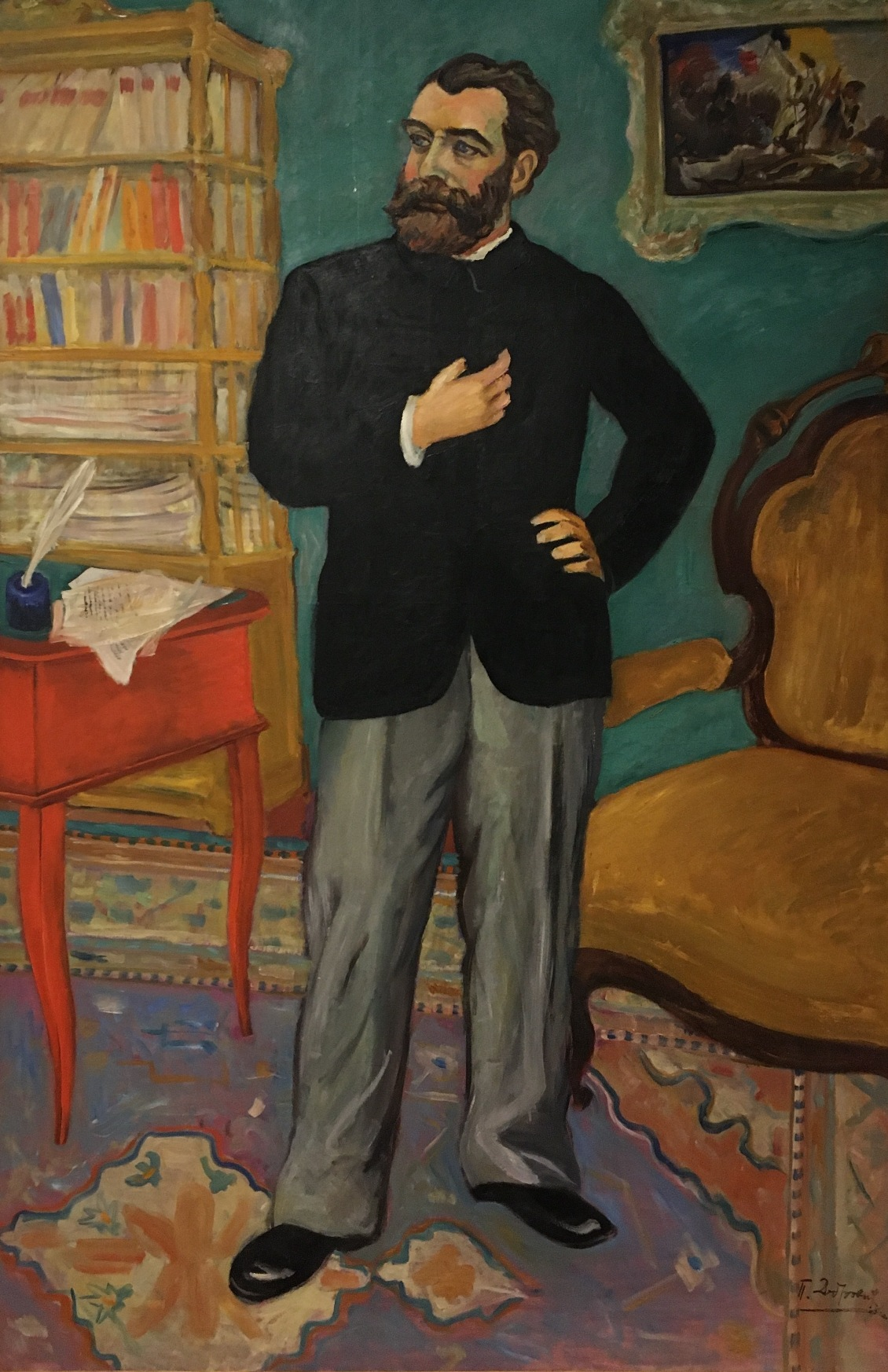
Svetozar Miletić, 1930
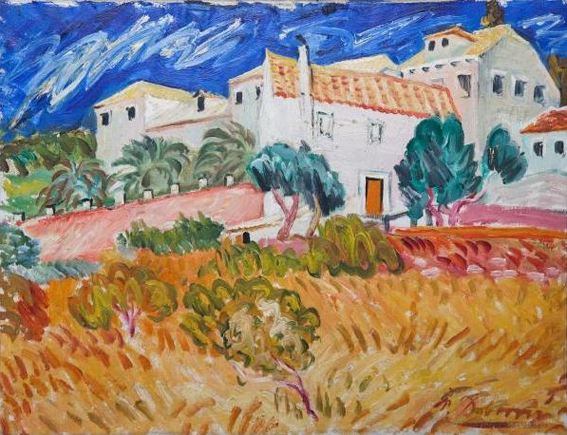
Case albe pe deal, 1933
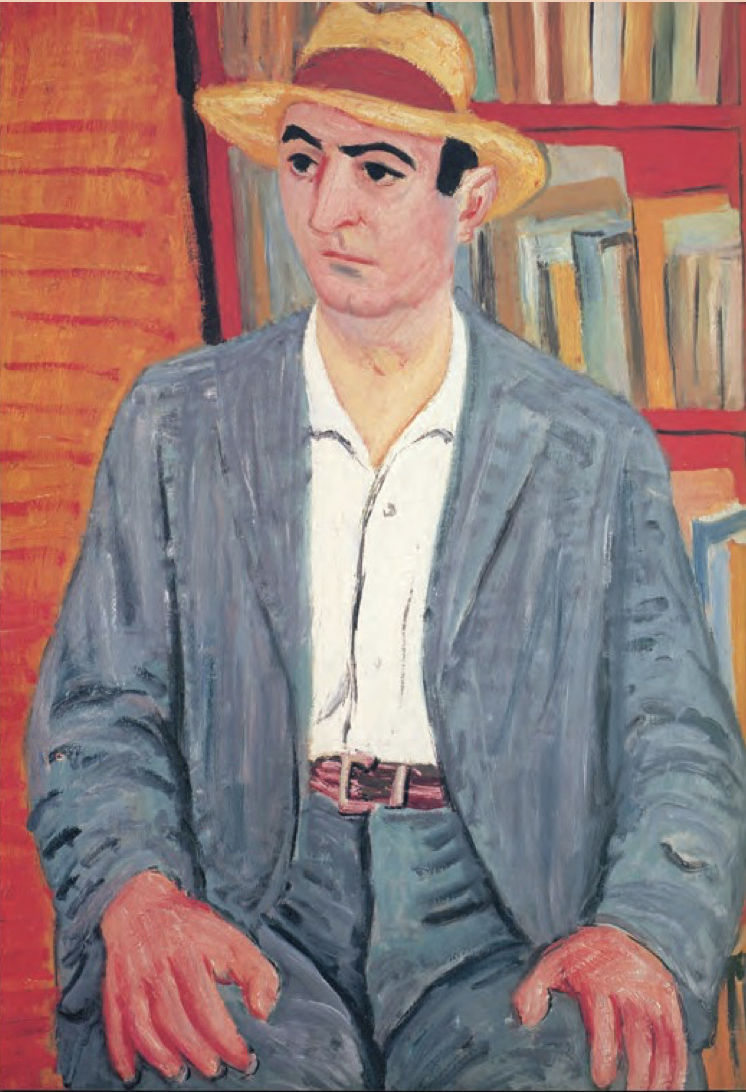
Portretul lui Kosta Strajnić, 1935
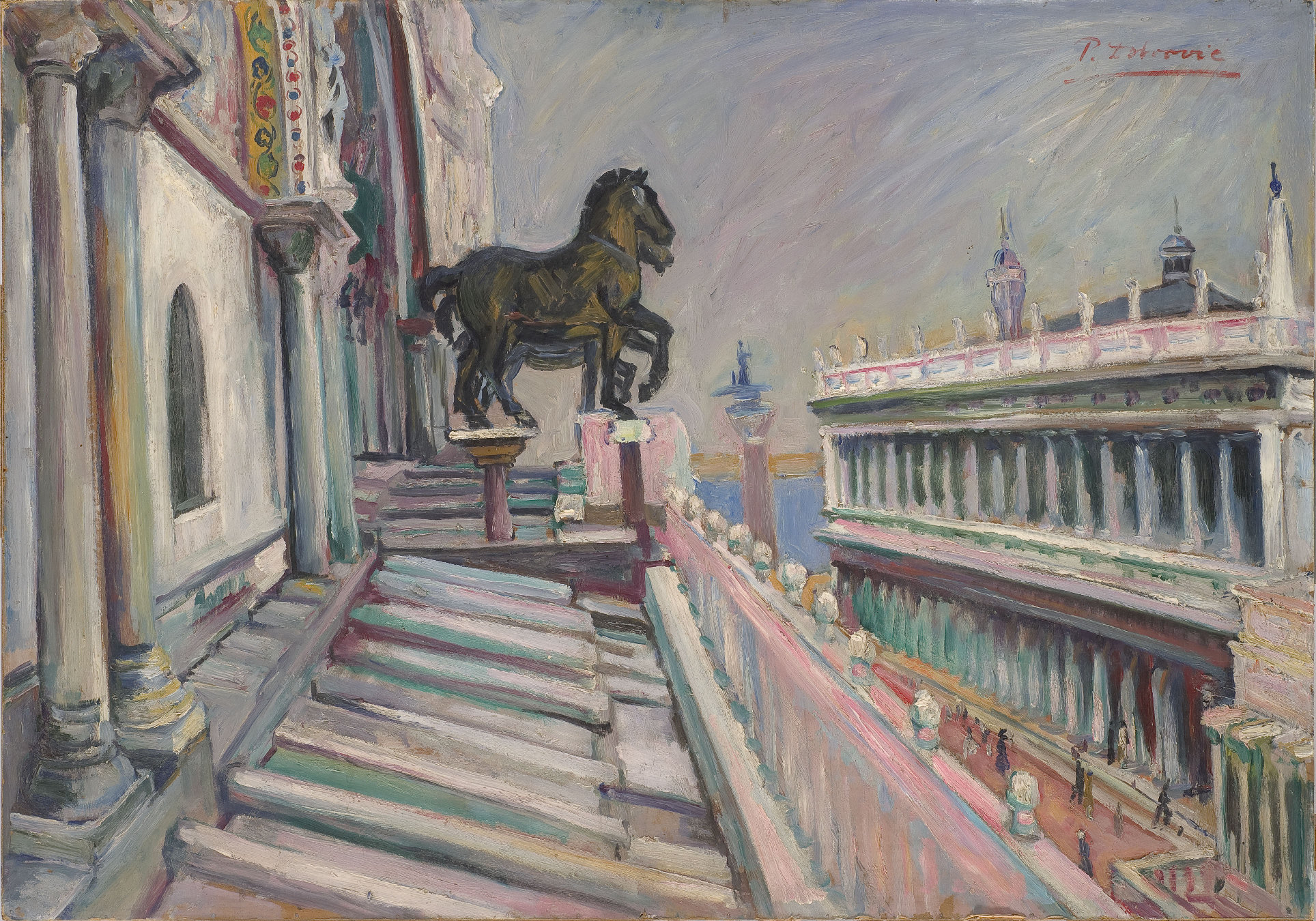
Cai în fața bisericii San Marco din Veneția, 1938
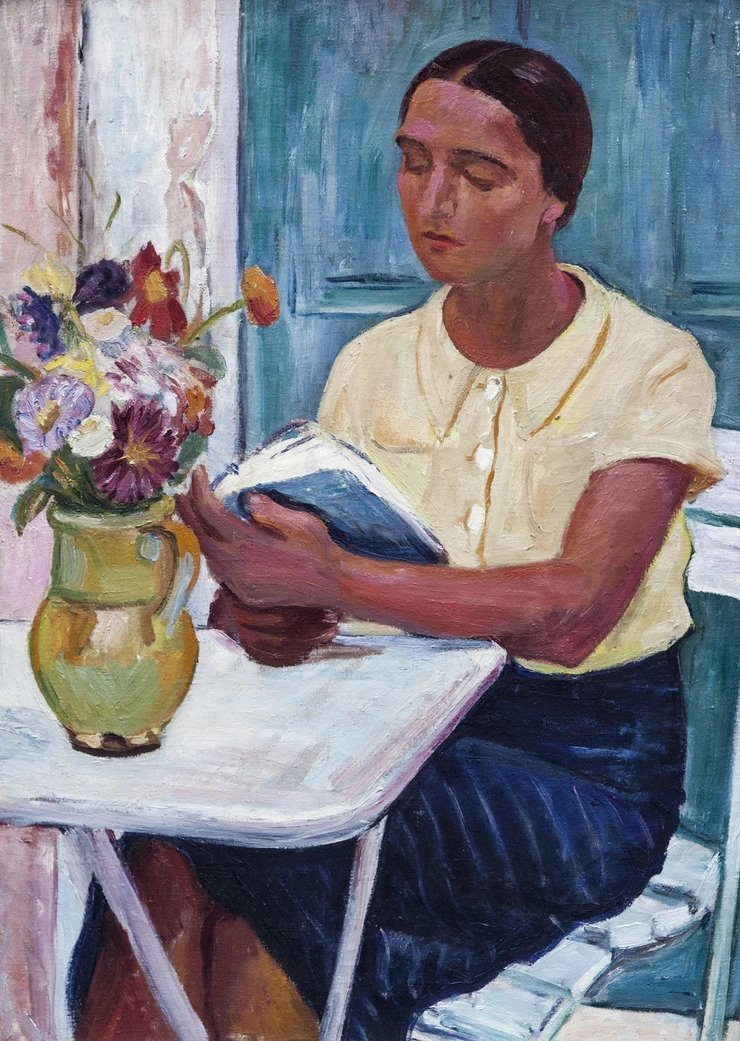
Olga pe terasă, 1938
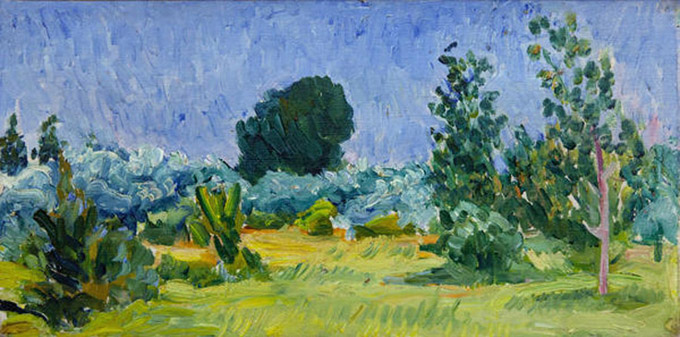
Motiv din Grocka, 1941
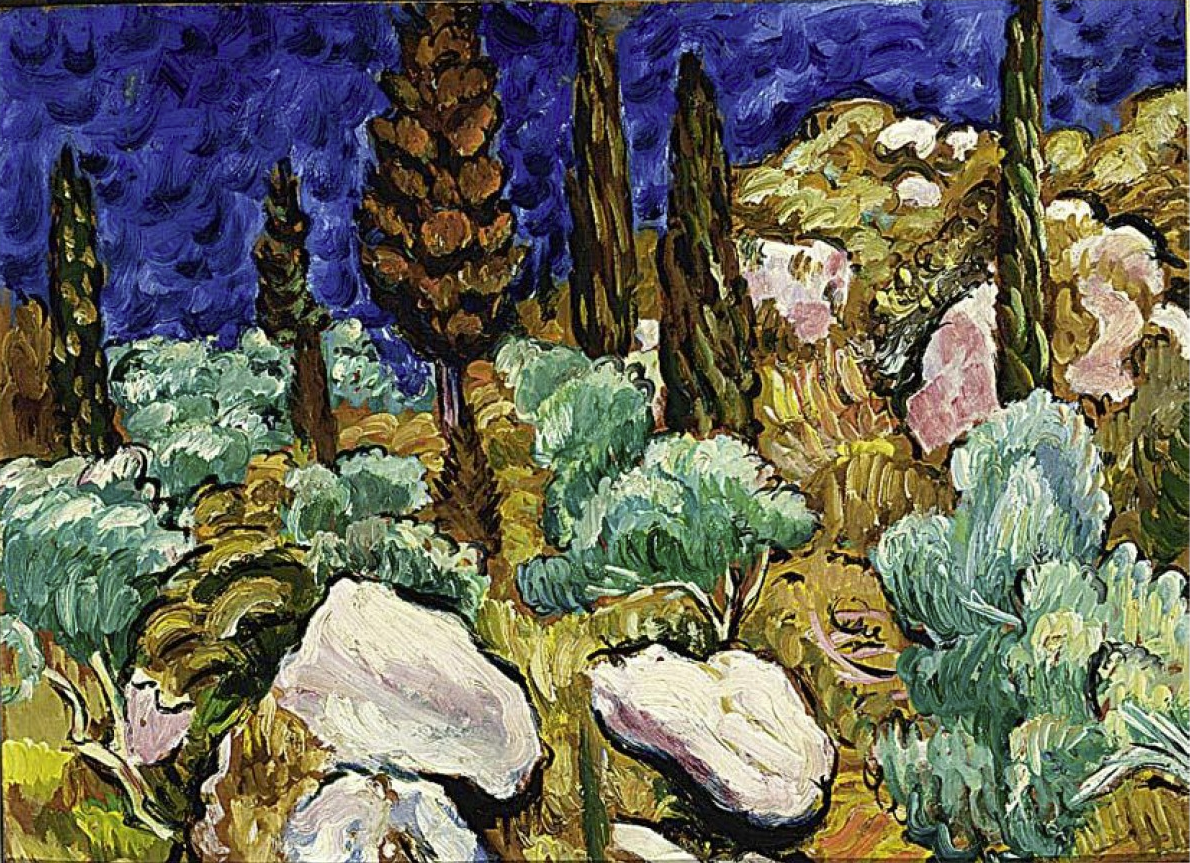
Peisaj stâncos lângă coasta dalmată, anii 1930